# ماتسودایرا شیگه‌یوشی
ماتسودایرا شیگه‌یوشی ((به ژاپنی: (松平 重吉 Matsudaira Shigeyoshi); ۱ ژانویهٔ ۱۴۹۳ – ۵ اکتبر ۱۵۸۰) رهبر یک شعبه اصلی از خاندان ماتسودایرا اهل ژاپن بود.